# 2011-es Copa América (B csoport)
A 2011-es Copa América B csoportja egyike volt a 2011-es Copa América 3 csoportjának. A csoport első mérkőzését július 3-án, míg a befejezőkört július 13-án játszották a csapatok. A csoport tagjai: a címvédő Brazília, Ecuador, Paraguay és Venezuela.

## Tabella
A csoportot Brazília nyerte, a második helyen Venezuela jutott tovább. Paraguay a két legjobb harmadik helyezett csapat egyikeként szintén bejutott a negyeddöntőbe. Ecuador kiesett.
| Csapat    | M | Gy | D | V | G+ | G– | Gk | P |
| --------- | - | -- | - | - | -- | -- | -- | - |
| Brazília  | 3 | 1  | 2 | 0 | 6  | 4  | +2 | 5 |
| Venezuela | 3 | 1  | 2 | 0 | 4  | 3  | +1 | 5 |
| Paraguay  | 3 | 0  | 3 | 0 | 5  | 5  | 0  | 3 |
| Ecuador   | 3 | 0  | 1 | 2 | 2  | 5  | –3 | 1 |

Minden időpont UTC–3.

## Brazília – Venezuela
| 2011. július 3. 16:00 (UTC–3) |

| Brazília | 0–0         | Venezuela |
| -------- | ----------- | --------- |
|          | Jegyzőkönyv |           |

| Estadio Ciudad de La Plata, La Plata Játékvezető: Raúl Orosco (bolíviai) |

| Brazília | Venezuela |

| BRAZÍLIA:            |    |                |     |     |
|                      |    |                |     |     |
| GK                   | 1  | Júlio César    |     |     |
| RB                   | 2  | Daniel Alves   |     |     |
| CB                   | 3  | Lúcio          |     |     |
| CB                   | 4  | Thiago Silva   | 38' |     |
| LB                   | 6  | André Santos   |     |     |
| CM                   | 5  | Lucas Leiva    |     |     |
| CM                   | 8  | Ramires        |     | 76' |
| RW                   | 7  | Robinho        |     | 65' |
| LW                   | 11 | Neymar         |     |     |
| AM                   | 10 | Ganso          |     |     |
| CF                   | 9  | Alexandre Pato |     | 76' |
| Cserék:              |    |                |     |     |
| FW                   | 19 | Fred           |     | 65' |
| MF                   | 18 | Lucas          |     | 76' |
| MF                   | 16 | Elano          |     | 76' |
| Szövetségi kapitány: |    |                |     |     |
| Mano Menezes         |    |                |     |     |

| VENEZUELA:           |    |                        |       |     |
|                      |    |                        |       |     |
| GK                   | 1  | Renny Vega             |       |     |
| RB                   | 16 | Roberto Rosales        |       |     |
| CB                   | 20 | Grenddy Perozo         |       |     |
| CB                   | 4  | Oswaldo Vizcarrondo    |       |     |
| LB                   | 6  | Gabriel Cichero        |       |     |
| RM                   | 11 | César Eduardo González | 64'   | 86' |
| CM                   | 14 | Franklin Lucena        |       |     |
| CM                   | 8  | Tomás Rincón           |       |     |
| LM                   | 18 | Juan Arango            |       |     |
| CF                   | 23 | José Salomón Rondón    | 62'   | 64' |
| CF                   | 7  | Nicolás Fedor          |       | 79' |
| Cserék:              |    |                        |       |     |
| FW                   | 15 | Alejandro Moreno       | 90+4' | 64' |
| FW                   | 9  | Giancarlo Maldonado    |       | 79' |
| MF                   | 5  | Giácomo Di Giorgi      |       | 86' |
| Szövetségi kapitány: |    |                        |       |     |
| César Farías         |    |                        |       |     |

| A mérkőzés embere: Neymar (Brazília) Asszisztensek: Efráin Castro (bolíviai) Marvin Torrente (mexikói) Negyedik számú játékvezető: Francisco Chacón (mexikói) |

## Paraguay – Ecuador
| 2011. július 3. 18:30 UTC–3 |

| Paraguay | 0–0         | Ecuador |
| -------- | ----------- | ------- |
|          | Jegyzőkönyv |         |

| Estadio Brigadier General Estanislao López, Santa Fe Játékvezető: Sergio Pezzotta (argentin) |

| Paraguay | Ecuador |

| PARAGUAY:            |    |                      |     |     |
|                      |    |                      |     |     |
| GK                   | 1  | Justo Villar         |     |     |
| RB                   | 3  | Iván Piris           | 52' |     |
| CB                   | 14 | Paulo da Silva       |     |     |
| CB                   | 2  | Darío Verón          |     |     |
| LB                   | 17 | Aureliano Torres     |     |     |
| RM                   | 8  | Édgar Barreto        |     | 38' |
| CM                   | 20 | Néstor Ortigoza      |     |     |
| CM                   | 16 | Cristian Riveros     |     |     |
| LM                   | 21 | Marcelo Estigarribia |     |     |
| CF                   | 9  | Roque Santa Cruz     |     | 84' |
| CF                   | 19 | Lucas Barrios        |     | 74' |
| Cserék:              |    |                      |     |     |
| CM                   | 13 | Enrique Vera         |     | 38' |
| FW                   | 18 | Nelson Haedo Valdez  |     | 74' |
| FW                   | 7  | Pablo Zeballos       | 90' | 84' |
| Szövetségi kapitány: |    |                      |     |     |
| Gerardo Martino      |    |                      |     |     |

| ECUADOR:             |    |                   |  |     |
|                      |    |                   |  |     |
| GK                   | 1  | Marcelo Elizaga   |  |     |
| RB                   | 13 | Néicer Reasco     |  |     |
| CB                   | 19 | Norberto Araujo   |  |     |
| CB                   | 3  | Frickson Erazo    |  |     |
| LB                   | 10 | Walter Ayoví      |  |     |
| RM                   | 16 | Antonio Valencia  |  | 46' |
| CM                   | 6  | Christian Noboa   |  |     |
| LM                   | 14 | Segundo Castillo  |  |     |
| RW                   | 8  | Edison Mendez     |  | 82' |
| LW                   | 11 | Christian Benítez |  |     |
| CF                   | 9  | Felipe Caicedo    |  |     |
| Cserék:              |    |                   |  |     |
| CM                   | 7  | Michael Arroyo    |  | 46' |
| CM                   | 15 | David Quiroz      |  | 82' |
| Szövetségi kapitány: |    |                   |  |     |
| Reinaldo Rueda       |    |                   |  |     |

| A mérkőzés embere: Marcelo Elizaga (Ecuador) Asszisztensek: Ricardo Casas (argentin) Luis Abadie (perui) Negyedik számú játékvezető: Víctor Hugo Rivera (perui) |

## Brazília – Paraguay
| 2011. július 9. 16:00 UTC–3 |

| Brazília            | 2–2               | Paraguay                  |
| ------------------- | ----------------- | ------------------------- |
| Jádson 38' Fred 89' | (1–0) Jegyzőkönyv | Santa Cruz 54' Valdez 66' |

| Estadio Mario Alberto Kempes, Córdoba Játékvezető: Wilmar Roldán (kolumbiai) |

| Brazília | Paraguay |

| BRAZÍLIA:            |    |                |       |     |
|                      |    |                |       |     |
| GK                   | 1  | Júlio César    |       |     |
| RB                   | 2  | Daniel Alves   | 90+1' |     |
| CB                   | 3  | Lúcio          |       |     |
| CB                   | 6  | André Santos   |       |     |
| LB                   | 4  | Thiago Silva   |       |     |
| CM                   | 5  | Lucas Leiva    | 58'   |     |
| CM                   | 8  | Ramires        |       | 69' |
| AM                   | 10 | Ganso          |       |     |
| RW                   | 20 | Jádson         | 32'   | 46' |
| LW                   | 11 | Neymar         |       | 81' |
| CF                   | 9  | Alexandre Pato | 50'   |     |
| Cserék:              |    |                |       |     |
| CM                   | 16 | Elano          |       | 46' |
| AM                   | 18 | Lucas          |       | 69' |
| FW                   | 19 | Fred           |       | 81' |
| Szövetségi kapitány: |    |                |       |     |
| Mano Menezes         |    |                |       |     |

| PARAGUAY:            |    |                      |     |     |
|                      |    |                      |     |     |
| GK                   | 1  | Justo Villar         |     |     |
| RB                   | 2  | Darío Verón          |     |     |
| CB                   | 14 | Paulo da Silva       |     |     |
| CB                   | 5  | Antolín Alcaraz      |     |     |
| LB                   | 17 | Aureliano Torres     |     |     |
| RM                   | 20 | Néstor Ortigoza      |     |     |
| CM                   | 13 | Enrique Vera         |     |     |
| LM                   | 21 | Marcelo Estigarribia |     | 78' |
| SS                   | 9  | Roque Santa Cruz     |     |     |
| SS                   | 16 | Cristian Riveros     |     | 67' |
| CF                   | 19 | Lucas Barrios        | 45' | 56' |
| Cserék:              |    |                      |     |     |
| FW                   | 18 | Nelson Haedo Valdez  |     | 56' |
| DM                   | 15 | Víctor Cáceres       | 85' | 67' |
| CM                   | 10 | Osvaldo Martínez     |     | 78' |
| Szövetségi kapitány: |    |                      |     |     |
| Gerardo Martino      |    |                      |     |     |

| A mérkőzés embere: Roque Santa Cruz (Paraguay) Asszisztensek: Humberto Clavijo (kolumbiai) Francisco Mondría (chilei) Negyedik számú játékvezető: Enrique Osses (chilei) |

## Venezuela – Ecuador
| 2011. július 9. 18:30 UTC–3 |

| Venezuela    | 1–0               | Ecuador |
| ------------ | ----------------- | ------- |
| González 61' | (0–0) Jegyzőkönyv |         |

| Estadio Padre Ernesto Martearena, Salta Játékvezető: Wálter Quesada (Costa Rica-i) |

| Venezuela | Ecuador |

| VENEZUELA:           |    |                        |  |     |
|                      |    |                        |  |     |
| GK                   | 1  | Renny Vega             |  |     |
| RB                   | 16 | Roberto Rosales        |  |     |
| CB                   | 4  | Oswaldo Vizcarrondo    |  |     |
| CB                   | 20 | Grenddy Perozo         |  |     |
| LB                   | 6  | Gabriel Cichero        |  |     |
| RM                   | 11 | César Eduardo González |  | 64' |
| CM                   | 14 | Franklin Lucena        |  |     |
| CM                   | 8  | Tomás Rincón           |  |     |
| LM                   | 18 | Juan Arango            |  |     |
| CF                   | 9  | Giancarlo Maldonado    |  | 80' |
| CF                   | 7  | Nicolás Fedor          |  | 74' |
| Cserék:              |    |                        |  |     |
| AM                   | 19 | Jesús Meza             |  | 64' |
| CF                   | 23 | José Salomón Rondón    |  | 74' |
| DM                   | 5  | Giácomo Di Giorgi      |  | 80' |
| Szövetségi kapitány: |    |                        |  |     |
| César Farías         |    |                        |  |     |

| ECUADOR:             |    |                   |  |     |
|                      |    |                   |  |     |
| GK                   | 1  | Marcelo Elizaga   |  |     |
| RB                   | 13 | Néicer Reasco     |  |     |
| CB                   | 19 | Norberto Araujo   |  |     |
| CB                   | 3  | Frickson Erazo    |  |     |
| LB                   | 10 | Walter Ayoví      |  |     |
| RM                   | 14 | Segundo Castillo  |  | 75' |
| CM                   | 6  | Christian Noboa   |  |     |
| CM                   | 8  | Édison Méndez     |  |     |
| LM                   | 7  | Michael Arroyo    |  | 71' |
| CF                   | 11 | Christian Benítez |  |     |
| CF                   | 9  | Felipe Caicedo    |  |     |
| Cserék:              |    |                   |  |     |
| FW                   | 17 | Edson Montaño     |  | 71' |
| CM                   | 15 | David Quiroz      |  | 75' |
| Szövetségi kapitány: |    |                   |  |     |
| Reinaldo Rueda       |    |                   |  |     |

| A mérkőzés embere: César Eduardo González (Venezuela) Asszisztensek: Leonel Leal (Costa Rica-i) Miguel Nievas (uruguayi) Negyedik számú játékvezető: Roberto Silvera (uruguayi) |

## Paraguay – Venezuela
| 2011. július 13. 19:15 UTC–3 |

| Paraguay                            | 3–3               | Venezuela                        |
| ----------------------------------- | ----------------- | -------------------------------- |
| Alcaraz 33' Barrios 62' Riveros 85' | (1–1) Jegyzőkönyv | Rondón 4' Fedor 89' Perozo 90+2' |

| Estadio Padre Ernesto Martearena, Salta Játékvezető: Enrique Osses (chilei) |

| Paraguay | Venezuela |

| PARAGUAY:            |    |                      |     |     |
|                      |    |                      |     |     |
| GK                   | 1  | Justo Villar         |     |     |
| LB                   | 5  | Antolín Alcaraz      |     |     |
| CB                   | 17 | Aureliano Torres     |     |     |
| CB                   | 14 | Paulo da Silva       |     |     |
| RB                   | 2  | Darío Verón          |     |     |
| CM                   | 16 | Cristian Riveros     |     |     |
| CM                   | 20 | Néstor Ortigoza      |     |     |
| RW                   | 21 | Marcelo Estigarribia |     | 84' |
| LW                   | 13 | Enrique Vera         |     | 70' |
| CF                   | 9  | Roque Santa Cruz     |     | 39' |
| CF                   | 19 | Lucas Barrios        |     |     |
| Cserék:              |    |                      |     |     |
| FW                   | 18 | Nelson Haedo Valdez  | 74' | 39' |
| MF                   | 11 | Jonathan Santana     | 80' | 70' |
| DF                   | 15 | Víctor Cáceres       |     | 84' |
| Szövetségi kapitány: |    |                      |     |     |
| Gerardo Martino      |    |                      |     |     |

| VENEZUELA:           |    |                     |     |     |
|                      |    |                     |     |     |
| GK                   | 1  | Renny Vega          |     |     |
| RB                   | 16 | Roberto Rosales     |     |     |
| CB                   | 4  | Oswaldo Vizcarrondo |     |     |
| CB                   | 20 | Grenddy Perozo      | 74' |     |
| LB                   | 6  | Gabriel Cichero     |     |     |
| CM                   | 8  | Tomás Rincón        |     |     |
| CM                   | 14 | Franklin Lucena     |     |     |
| RW                   | 10 | Yohandry Orozco     |     | 66' |
| LW                   | 21 | Alexander González  |     | 75' |
| CF                   | 17 | Daniel Arismendi    |     | 63' |
| CF                   | 23 | José Salomón Rondón |     |     |
| Cserék:              |    |                     |     |     |
| MF                   | 18 | Juan Arango         |     | 63' |
| FW                   | 7  | Nicolás Fedor       |     | 66' |
| FW                   | 9  | Giancarlo Maldonado | 78' | 75' |
| Szövetségi kapitány: |    |                     |     |     |
| César Farías         |    |                     |     |     |

| A mérkőzés embere: Lucas Barrios (Paraguay) Asszisztensek: Francisco Mondría (chilei) Marvin Torrentera (mexikói) Negyedik számú játékvezető: Francisco Chacón (mexikói) |

## Brazília – Ecuador
| 2011. július 13. 21:45 UTC–3 |

| Brazília                    | 4–2               | Ecuador         |
| --------------------------- | ----------------- | --------------- |
| Pato 28' 61' Neymar 48' 71' | (1–1) Jegyzőkönyv | Caicedo 36' 58' |

| Estadio Mario Alberto Kempes, Córdoba Játékvezető: Roberto Silvera (uruguayi) |

| Brazília | Ecuador |

| BRAZÍLIA:            |    |                |     |     |
|                      |    |                |     |     |
| GK                   | 1  | Júlio César    |     |     |
| RB                   | 13 | Maicon         |     |     |
| CB                   | 3  | Lúcio          |     |     |
| CB                   | 4  | Thiago Silva   |     |     |
| LB                   | 6  | André Santos   | 70' |     |
| CM                   | 5  | Lucas Leiva    |     |     |
| CM                   | 8  | Ramires        |     |     |
| AM                   | 10 | Ganso          |     | 76' |
| RW                   | 7  | Robinho        |     |     |
| LW                   | 11 | Neymar         |     | 79' |
| CF                   | 9  | Alexandre Pato |     | 84' |
| Cserék:              |    |                |     |     |
| MF                   | 17 | Elias          |     | 76' |
| MF                   | 18 | Lucas Moura    |     | 79' |
| FW                   | 19 | Fred           |     | 84' |
| Szövetségi kapitány: |    |                |     |     |
| Mano Menezes         |    |                |     |     |

| ECUADOR:             |    |                   |     |     |
|                      |    |                   |     |     |
| GK                   | 1  | Marcelo Elizaga   |     |     |
| RB                   | 13 | Néicer Reasco     |     | 81' |
| CB                   | 19 | Norberto Araujo   |     |     |
| CB                   | 3  | Frickson Erazo    |     |     |
| LB                   | 10 | Walter Ayoví      |     |     |
| RM                   | 5  | Oswaldo Minda     | 79' |     |
| CM                   | 6  | Christian Noboa   | 33' | 89' |
| CM                   | 7  | Michael Arroyo    |     |     |
| LM                   | 8  | Édison Méndez     |     | 76' |
| CF                   | 11 | Christian Benítez |     |     |
| CF                   | 9  | Felipe Caicedo    |     |     |
| Cserék:              |    |                   |     |     |
| FW                   | 23 | Narciso Mina      |     | 76' |
| DF                   | 21 | Gabriel Achilier  |     | 81' |
| FW                   | 17 | Edson Montaño     |     | 89' |
| Szövetségi kapitány: |    |                   |     |     |
| Reinaldo Rueda       |    |                   |     |     |

| A mérkőzés embere: Alexandre Pato (Brazília) Asszisztensek: Miguel Nievas (uruguayi) Hernán Maidana (argentin) Negyedik számú játékvezető: Sergio Pezzotta (argentin) |

## Külső hivatkozások
- Copa América A 2011-es Copa América hivatalos honlapja